# 滾動

動畫說明了輪子的滾動是二種運動的叠加：輪子延著表面的移動，以及繞著輪軸的轉動

滾動是一種結合了转动（多半是針對軸對稱物體）及相對特定表面平移的運動。若在理想狀況下，物體和表面會在沒有滑動的情形下互相接觸。
沒有滑動的滾動稱為純滾動。依照定義，若滾動物體任一時間接觸到表面的點，其瞬時速度都和表面相同，這就是純滾動。若滾動物體的參考平面為靜止的，表示接觸點的瞬時速度也要是零。
實際上，因為接觸面會有微小的變形，仍然會有滑動及能量耗散的情形。不過滾動阻力較一般的滑動摩擦力要小很多。因此軸對稱物體滚动需要的能量會比滑動要小很多，若物體有受到一個延著表面的力（例如斜面上的重力、風力、推力、拉力、或是車輛引擎的轉矩），要物體滚动會簡單很多。非軸對稱的物體也會滾動，不過軸對稱的物體在在平面上滾動時，其質心是呈直線運動，而非軸對稱的物體在平面上滾動時，質心會呈圓周運動。滚动物體不一定要是軸對稱物體。像勒洛三角形和Reuleaux四面體就是非軸對稱，但仍可以滚动的物體。而Oloid和sphericon都屬於可展滾子（developable rollers），在平面上滚动時會展開其所有的表面。有稜角的物體（例如骰子）也可以滾動，滾動方式是延著和平面接觸的邊或是角轉動，一直到另一個邊或是角接觸到平面，再依另一個邊或是角轉動。

## 應用
許多载具有輪子，因此可以以轉動車輪使其在平面上滾動的方式來行進。車輪和平面之間有滑動的情形稱為打滑，打滑會造成失控，也可能產生意外，因此需儘可能避免打滑的情形（讓物體以類似純滾動的方式行進）。若路面上有雪、泥沙、油類，而車輛又要高速轉彎，或是突然需要加速或是剎車，就有可能會打滑。
滾動件也常用在滾動軸承中，例如旋轉裝置中使用的滾珠軸承。滾珠軸承是金屬製的，多半在內圈和外圈分別有一個環，這二個環可以以不同的轉速旋轉。在大部份的機構中，軸承的內環是裝在靜止不旋轉的軸上。因著滾珠軸承的摩擦力小，可以在軸承內環不轉的情形下，外環和其他旋轉零件可以自由旋轉。這也是大部份电动机的基礎零件。軸承摩擦力的大小依滾珠軸承的品質以及潤滑條件而定。
滾動件常用在运输工具中。最簡單的用法是將底部平坦的物體放在許多並排的輪子上。在輪子上的物體可以延著輪子行進的直線運動。在沒有其他設備時，可以用這種簡單的方式來達到運輸的效果。實務上常用有輪子的設備包括有汽车、鐵路列車及其他人力運輸車輛。

## 純滾動的物理學
最簡單的滾動就是軸對稱的物體在沒有滑動的情形下，在平坦表面上滾動，而軸對稱物體的軸和表面平行（或者說和平面法线垂直）。
滾動物體上任何一點的軌跡都是次摆线，在軸上任何一點的軌跡會是直線，而在軸對稱物體邊緣上的任一點的軌跡會是摆线。
滾動物體上任一點的速度是{\displaystyle \mathbf {v} ={\boldsymbol {\omega }}\times \mathbf {r} }，其中{\displaystyle \mathbf {r} }是該點相對接觸點（滾動物體和表面的接觸點）之間的位移，而{\displaystyle {\boldsymbol {\omega }}}是角速度向量。雖然滾動和繞固定軸旋轉是不同的運動，不過各點的瞬時速度類似物體延著通過接觸點的軸，且以相同角速度旋轉時的瞬時速度。
滾動物體中，位置在旋轉軸以下的點，在滾動時的速度會暫時比旋轉軸的運動速度要慢，相對旋轉軸而言，是暫時往反方面移動。

### 能量
动能是物體質量以及其速度的函數，上述結果可以配合平行軸定理，得到純旋轉的動能
{\displaystyle K_{\text{rolling}}=K_{\text{translation}}+K_{\text{rotation}}}
| 推導 令{\displaystyle r}為接觸點和質心之間的距離。當表面平坦時，這也是物體在最寬截面上的半徑。因為質心的瞬時速度就如同它接觸點為中心的速度一樣，其速度為{\displaystyle v_{\text{c.o.m.}}=r\omega }。Due to symmetry, the object center of mass is a point in its axis。令{\displaystyle I_{\text{rotation}}}為繞著對稱軸旋轉的轉動慣量，根據平行軸定理，可得純滾動下的轉動慣量為{\displaystyle I_{\text{rolling}}=mr^{2}+I_{\text{rotation}}}（和物體繞著接觸點純旋轉的轉動慣量相同）。利用旋轉動能的公式，可得： {\displaystyle {\begin{aligned}K_{\text{rolling}}&={\frac {1}{2}}I_{\text{rolling}}\omega ^{2}\\&={\frac {1}{2}}mr^{2}\omega ^{2}+{\frac {1}{2}}I_{\text{rotation}}\omega ^{2}\\&={\frac {1}{2}}m(r\omega )^{2}+{\frac {1}{2}}I_{\text{rotation}}\omega ^{2}\\&={\frac {1}{2}}mv_{\text{c.o.m.}}^{2}+{\frac {1}{2}}I_{\text{rotation}}\omega ^{2}\\&=K_{\text{translation}}+K_{\text{rotation}}\\\end{aligned}}} |

### 力和加速度
將線速度和角速度的關係式 {\displaystyle v_{\text{c.o.m.}}=r\omega }，再對時間微分，可以得到加速度和角加速度的關係{\displaystyle a=r\alpha }。應用牛顿第二运动定律：
{\displaystyle a={\frac {F_{\text{net}}}{m}}=r\alpha ={\frac {r\tau }{I}}.}
可以得到為了讓物體加速及增加角速度，需要有合力以及轉矩。若在滾動物體－表面的系統上，有外力，但沒有外加轉矩，只要物體是純滾動，在接觸點上會有一個接觸面和滾動物體之間切線力，提供滾動物體轉矩。這個力多半是靜摩擦力，就像輪胎和路面之間的摩擦力一樣。若靜摩擦力不足，物體會從純滾動變成滑動，摩擦力會變為動摩擦力。此切線力會和外力作用的方向相反，會抵消一部份的外力。因此所得的淨力及加速度為：
{\displaystyle {\begin{aligned}F_{\text{net}}&={\frac {F_{\text{external}}}{1+{\frac {I}{mr^{2}}}}}={\frac {F_{\text{external}}}{1+\left({\frac {r_{\text{gyr.}}}{r}}\right)^{2}}}\\a&={\frac {F_{\text{external}}}{m+{\frac {I}{r^{2}}}}}\end{aligned}}}
| 推導 假設物體受到一外力{\displaystyle F_{\text{external}}}，沒有外加轉矩（力矩為0），在接觸點會產生靜摩擦力({\displaystyle F_{\text{friction}}})提供轉矩，並且抵消一部份的外力。{\displaystyle F_{\text{friction}}}會和物體和平面的接觸面相切，方向和{\displaystyle F_{\text{external}}}相反。配合正負號規定讓這個力為正值，合力為： \| {\displaystyle F_{\text{net}}=F_{\text{external}}-F_{\text{friction}}} \| \| {\displaystyle (1)} \| 因為沒有滑動，{\displaystyle r\alpha =a}會成立。將{\displaystyle \alpha }和{\displaystyle a}代入牛顿第二运动定律的線性版本以及旋轉版本，可以求解{\displaystyle F_{\text{friction}}}: {\displaystyle {\begin{aligned}r{\frac {\tau }{I}}&={\frac {F_{\text{net}}}{m}}\\r{\frac {rF_{\text{friction}}}{I}}&={\frac {F_{\text{net}}}{m}}\\F_{\text{friction}}&={\frac {IF_{\text{net}}}{mr^{2}}}\\\end{aligned}}} 將{\displaystyle (1)}中的{\displaystyle F_{\text{friction}}}展開： {\displaystyle {\begin{aligned}F_{\text{net}}&=F_{\text{external}}-{\frac {IF_{\text{net}}}{mr^{2}}}\\&=F_{\text{external}}-{\frac {I}{mr^{2}}}F_{\text{net}}\\&={\frac {F_{\text{external}}}{1+{\frac {I}{mr^{2}}}}}\\\end{aligned}}} 最後一個等式是{\displaystyle F_{\text{net}}}的第一個公式，和牛顿第二运动定律整合，再進行精簡，可以得到{\displaystyle a}的方程： {\displaystyle {\begin{aligned}a&={\frac {F_{\text{net}}}{m}}\\&={\frac {\left({\frac {F_{\text{external}}}{1+{\frac {I}{mr^{2}}}}}\right)}{m}}\\&={\frac {F_{\text{external}}}{m\left(1+{\frac {I}{mr^{2}}}\right)}}\\&={\frac {F_{\text{external}}}{m+{\frac {I}{r^{2}}}}}\\\end{aligned}}} 可以將迴轉半徑整合到{\displaystyle F_{\text{net}}}的第一式，可得： {\displaystyle {\begin{aligned}r_{\text{gyr.}}&={\sqrt {\frac {I}{m}}}\\r_{\text{gyr.}}^{2}&={\frac {I}{m}}\\{\frac {I}{mr^{2}}}&={\frac {\left({\frac {I}{m}}\right)}{r^{2}}}\\&={\frac {r_{\text{gyr.}}^{2}}{r^{2}}}\\&=\left({\frac {r_{\text{gyr.}}}{r}}\right)^{2}\\\end{aligned}}} 因此可得{\displaystyle F_{\text{net}}}為 {\displaystyle F_{\text{net}}={\frac {F_{\text{external}}}{1+\left({\frac {r_{\text{gyr.}}}{r}}\right)^{2}}}} |  |                     |
| {\displaystyle F_{\text{net}}=F_{\text{external}}-F_{\text{friction}}} |  | {\displaystyle (1)} |

{\displaystyle {\tfrac {I}{r^{2}}}}的因次和質量相同，若一質點在距旋轉軸{\displaystyle r}的位置，要有{\displaystyle I}的轉動慣量，其需要的質量即為{\displaystyle {\tfrac {I}{r^{2}}}}。因此{\displaystyle {\tfrac {I}{r^{2}}}}可以視為是等效於滾動物體轉動慣量的質量。在純滾動時，外力對物體的影響可以概念化，變成針對質量是{\displaystyle m+{\tfrac {I}{r^{2}}}}（實際質量以及轉動慣量等效質量）的物體進行加速。因為外力作的功需克服移動慣量以及轉動慣量的影響，因此其產生的總力會比外力要小，二者的比例可以用无量纲係數{\displaystyle 1/\left(1+{\tfrac {I}{mr^{2}}}\right)}表示，其中{\displaystyle {\tfrac {I}{mr^{2}}}}就是轉動慣量等效質量和實際質量的比例，等於{\displaystyle \left({\tfrac {r_{\text{gyr.}}}{r}}\right)^{2}}，而{\displaystyle r_{\text{gyr.}}}為物體在純轉動時（不是滾動時）的迴轉半徑。其中的平方項是因為質點質量的轉動慣量和相對旋轉軸距離的平方成正比。
若物體是延著斜面往下滾，受力只有重量、斜面的正向力以及靜摩擦力，（沒有空氣阻力），其淨力及加速度為：
{\displaystyle {\begin{aligned}F_{\text{net}}&={\frac {mg\sin \left(\theta \right)}{1+{\frac {I}{mr^{2}}}}}={\frac {mg\sin \left(\theta \right)}{1+\left({\frac {r_{\text{gyr.}}}{r}}\right)^{2}}}\\a&={\frac {g\sin \left(\theta \right)}{1+\left({\frac {r_{\text{gyr.}}}{r}}\right)^{2}}}\end{aligned}}}
{\displaystyle a={\frac {F_{\text{net}}}{m}}={\frac {g\sin \left(\theta \right)}{1+\left({\tfrac {r_{\text{gyr.}}}{r}}\right)^{2}}}}
{\displaystyle {\tfrac {r_{\text{gyr.}}}{r}}}和物體的形狀以及其相對旋轉軸質量分布有關，和其大小和密度無關。因此針對一參考用的滾動物體，另一較大物體或是其他密度的物體，只要{\displaystyle {\tfrac {r_{\text{gyr.}}}{r}}}相同，從同一斜面滾下，其加速度會相同。此情形類似在不考慮空氣阻力的情形下，不同物體從同一斜面滾下，其加速度會相同的情形一樣。

### 滾動速度

#### 不考慮摩擦力時的滾動速度
考慮有一個球在角度為θ的斜面上滾下，令初速度為u，終速度為v，加速度為a，則
{\displaystyle v=u+at}
而u = 0，{\displaystyle a=g\sin \theta }，因此
{\displaystyle v=gt\sin \theta \,}

#### 考慮摩擦力時的滾動速度
考慮一物體在斜面上滾下，其條件如下
物體質量 = m，加速度 = a，初速度 = u，末速度 = v，到斜面下方的時間 = t，物體的重量為 = FR = mg，摩擦力 = Ff = µFN cos θ，合力 = F。
{\displaystyle {\begin{aligned}F&=ma\\&={\frac {m(v-u)}{t}}\\&={\frac {m(v-0)}{t}}\\&={\frac {mv}{t}}\\\Rightarrow v&={\frac {Ft}{m}}={\frac {\left(F_{R}-F_{f}\right)t}{m}}\\&={\frac {(mg-\mu F_{N}\cos \theta )t}{m}}\\&={\frac {(mg-\mu mg\cos \theta )t}{m}}\\&={\frac {mg(1-\mu \cos \theta )t}{m}}\\&=gt(1-\mu \cos \theta )\end{aligned}}}
不過{\displaystyle v=gt\sin \theta }，因此
{\displaystyle v=gt(\sin \theta -\mu \cos \theta )}